# Olympische Sommerspiele 1900/Leichtathletik – Hochsprung (Männer)
Der Hochsprung der Männer bei den Olympischen Spielen 1900 in Paris wurde am 15. Juli 1900 im Croix Catelan entschieden.
Olympiasieger wurde der US-Amerikaner Irving Baxter. Der für das Vereinigte Königreichs Großbritannien und Irland startende Ire Patrick Leahy gewann die Silbermedaille vor dem Ungarn Lajos Gönczy.

## Rekorde
Die damals bestehenden Weltrekorde waren noch inoffiziell.
| Weltrekord         | 1,97 m | Michael Sweeney | USA | New York, 21. September 1895 |
| Olympischer Rekord | 1,81 m | Ellery Clark    | USA | Athen, 21. April 1896        |

Folgende Rekorde wurden in dieser Disziplin bei den Olympischen Spielen 1900 gebrochen oder eingestellt:
| OR | 1,90 m | Irving Baxter | USA |

## Medaillen
Wie schon bei den I. Olympischen Spielen vier Jahre zuvor gab es jeweils eine Silbermedaille für den Sieger und Bronze für den zweitplatzierten Athleten. Der Sportler auf Rang drei erhielt keine Medaille.

## Ergebnis
| Platz | Athlet               | Land           | Höhe (m)  |
| ----- | -------------------- | -------------- | --------- |
| 1     | Irving Baxter        | USA            | 1,90 (OR) |
| 2     | Patrick Leahy        | Großbritannien | 1,78      |
| 3     | Lajos Gönczy         | Ungarn         | 1,75      |
| 4     | Carl Albert Andersen | Norwegen       | 1,70      |
| 4     | Eric Lemming         | Schweden       | 1,70      |
| 4     | Waldemar Steffen     | Deutschland    | 1,70      |
| 7     | Louis Monnier        | Frankreich     | 1,60      |
| 8     | Tore Blom            | Schweden       | 1,50      |
| DNF   | William Remington    | USA            |           |
| DNF   | Walter Carroll       | USA            |           |

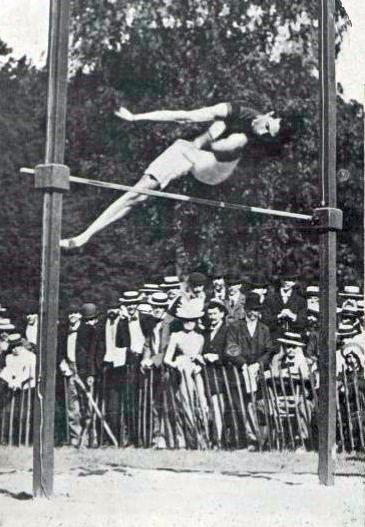
Olympiasieger Irving Baxter, USA, am selben Tag auch Goldmedaillengewinner im Stabhochsprung

Patrick Leahy war eigentlich Ire. Irland war zu jener Zeit jedoch kein selbständiger Staat, sondern Bestandteil des Vereinigten Königreichs Großbritannien und Irland. Er hatte im Vorfeld mehrfach mit herausragenden Leistungen geglänzt. Seine Bestleistung stand auf 1,955 m. Hier blieb er deutlich unter seinen Fähigkeiten. Sein Hauptkonkurrent war Irving Baxter aus den Vereinigten Staaten
Leahy stieg bei 1,65 m in den Wettbewerb ein und nahm die Höhe problemlos. 1,70 m und 1,75 m ließ er aus und übersprang dann 1,78 m. Bei dieser Höhe waren außer Leahy noch der Ungar Lajos Gönczy und Baxter im Rennen. Gönczy scheiterte und war damit Dritter. 1,85 m gelangen anschließend nur noch dem US-Amerikaner, der damit schon Olympiasieger vor Leahy war. Auch 1,90 m waren an diesem Tag nicht zu hoch für Baxter. Zuletzt versuchte er sich an der Weltrekordhöhe von 1,97 m, scheiterte aber bei allen drei Versuchen. Irving Baxter gewann am selben Tag noch den Wettbewerb im Stabhochsprung.
Auch Mike Sweeney, mit 1,97 m Weltrekordinhaber, war zur Zeit der Olympischen Spiele in Paris. Er nahm dort jedoch an Profiwettkämpfen teil und war hier bei den Olympischen Spielen als Profi nicht zugelassen.
Für diesen Wettbewerb sind die Angaben bezüglich der ersten Acht in den eingesetzten Quellen gleichlautend. Allerdings ist bei zur Megede die Rede von einer Qualifikation, die zehn Springer überstanden haben. Die US-Athleten William Remington und Walter Carroll verzichteten danach auf eine Teilnahme, da ihre religiöse Überzeugung es ihnen verbot, an einem Sonntag einen Wettkampf zu bestreiten. Bei Olympedia sind darüber hinaus mit dem Ungarn Arpád Danos und dem Briten Peter O’Connor zwei weitere Athleten aufgeführt, die nicht gestartet sind.

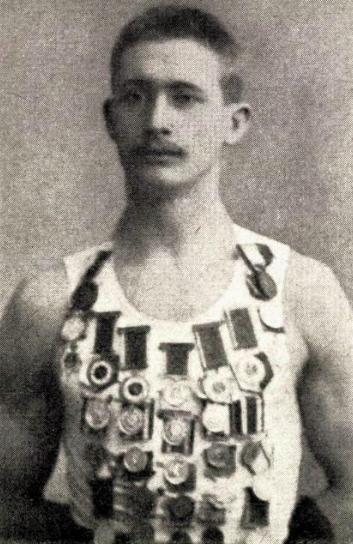
Carl Albert Andersen kam auf den geteilten vierten Platz
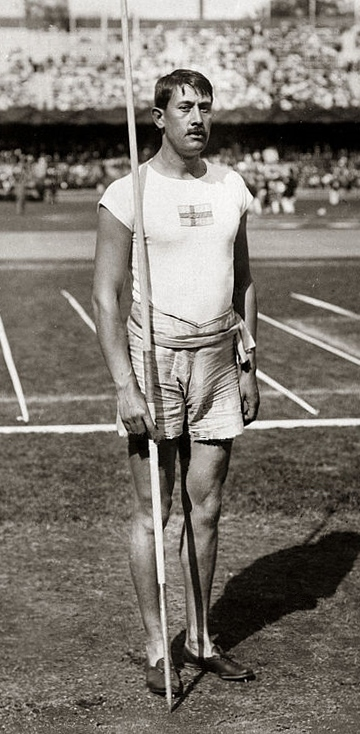
Eric Lemming wurde ab 1908 in der neu eingeführten Disziplin Speerwurf dreifacher Olympiasieger und belegte hier den geteilten vierten Rang im Hochsprung
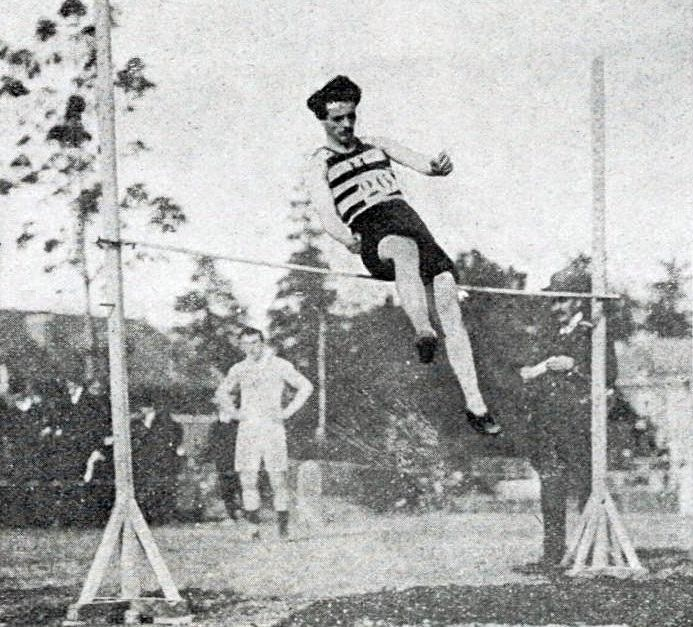
Louis Monnier erreichte Platz sieben
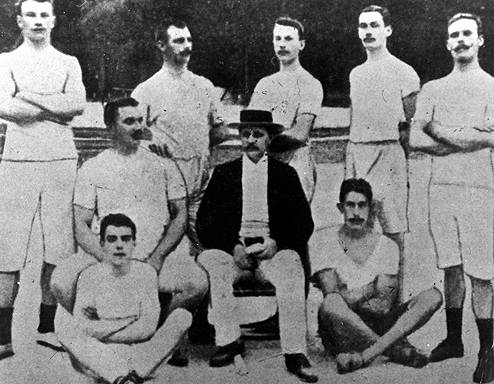
Der siebtplatzierte Tore Blom (Zweiter von rechts oben) als Mitglied des schwedischen Olympiateams